# 交换的日子
《交换的日子》（韓語：체인지 데이즈）是由Kakao娛樂于2021年製作的网络綜藝節目，由張度練、梁世燦、許齡智、Code Kunst共同主持。節目主軸為3對素人情侶通過一周的旅行，來思考各自想要的幸福型態。主持人則以觀察者的身份觀察他們的旅行過程和微妙心理變化 。
Netflix於2021年6月15日起每週二韓國上線。
根據官方提供的統計資料顯示，第16集最終回結束後，主線故事和附加影片的總觀看次數達到4700萬次 。

## 節目主持
| 姓名       | 出生日期       | 職業               |
| ---------- | -------------- | ------------------ |
| 張度練     | 1985年3月10日  | 喜劇演員、放送人   |
| 梁世燦     | 1986年12月8日  | 喜劇演員、放送人   |
| 許齡智     | 1994年8月30日  | 歌手、演員、主持人 |
| Code Kunst | 1989年12月18日 | 音樂製作人、作曲家 |

## 節目介紹
藉由旅行讓三對認識多年、缺乏心動感覺的情侶到濟州島交換伴侶約會，探索新開始的可能性。每對情侶會在旅行的最後一天，抉擇是否與現任繼續戀愛，還是選擇離別，又或者迎向新的開始。

## 參與者
| 姓名   | 韓文   | 年齡                   | 職業             | 參與集數      |
| ------ | ------ | ---------------------- | ---------------- | ------------- |
| 姜宇碩 | 강우석 | 28歲                   | 演員             | 第1集至第17集 |
| 李洪珠 | 이홍주 | 24歲                   | 演員             | 第1集至第17集 |
| 曹聖鎬 | 조성호 | 1990年12月25日（32歲） | 歌手(HALO成員)   | 第1集至第17集 |
| 李相美 | 이상미 | 32歲                   | 模特兒           | 第1集至第17集 |
| 吳振祿 | 오진록 | 30歲                   | 企業家           | 第1集至第17集 |
| 金敏善 | 김민선 | 27歲                   | 健身模特兒、教練 | 第1集至第17集 |

## 節目列表
| 集數 | 播放日期      | 標題                                   | 選擇的約會對象                                                                      | 約會搭擋                                                                   |
| ---- | ------------- | -------------------------------------- | ----------------------------------------------------------------------------------- | -------------------------------------------------------------------------- |
| 1    | 2021年5月18日 | 完美的情侶們                           | [ a ]                                                                               | [ b ]                                                                      |
| 2    | 2021年5月25日 | 不能說的秘密                           | 曹聖鎬→李洪珠 姜宇碩→金敏善 吳振祿→李相美                                           | 私人遊艇組 吳振祿&李相美 美麗島嶼組 曹聖鎬&李洪珠 春花兜風組 姜宇碩&金敏善 |
| 3    | 2021年6月1日  | 我的戀人的第一次約會                   | 曹聖鎬→李洪珠 姜宇碩→金敏善 吳振祿→李相美                                           | 私人遊艇組 吳振祿&李相美 美麗島嶼組 曹聖鎬&李洪珠 春花兜風組 姜宇碩&金敏善 |
| 4    | 2021年6月8日  | 我該在的那個地方                       | 曹聖鎬→李洪珠 姜宇碩→金敏善 吳振祿→李相美                                           | 私人遊艇組 吳振祿&李相美 美麗島嶼組 曹聖鎬&李洪珠 春花兜風組 姜宇碩&金敏善 |
| 5    | 2021年6月22日 | 不想知道的真相                         | 曹聖鎬→李洪珠 姜宇碩→金敏善 吳振祿→李相美                                           | 私人遊艇組 吳振祿&李相美 美麗島嶼組 曹聖鎬&李洪珠 春花兜風組 姜宇碩&金敏善 |
| 6    | 2021年6月29日 | 我女人的選擇                           | 李洪珠→吳振祿 李相美→姜宇碩 金敏善→曹聖鎬                                           | [ b ]                                                                      |
| 7    | 2021年7月6日  | 忌妒和牽制，究竟到哪                   | 李洪珠→吳振祿 李相美→姜宇碩 金敏善→曹聖鎬                                           | 車宿組 金敏善&曹聖鎬 瑜珈和夜遊組 李洪珠&吳振祿 體驗海女組 李相美&姜宇碩   |
| 8    | 2021年7月13日 | 遵從內心，第二次約會                   | 李洪珠→吳振祿 李相美→姜宇碩 金敏善→曹聖鎬                                           | 車宿組 金敏善&曹聖鎬 瑜珈和夜遊組 李洪珠&吳振祿 體驗海女組 李相美&姜宇碩   |
| 9    | 2021年7月20日 | 深夜，動搖的心                         | 李洪珠→吳振祿 李相美→姜宇碩 金敏善→曹聖鎬                                           | 車宿組 金敏善&曹聖鎬 瑜珈和夜遊組 李洪珠&吳振祿 體驗海女組 李相美&姜宇碩   |
| 10   | 2021年7月27日 | 那晚，你和那個人                       | 李洪珠→吳振祿 李相美→姜宇碩 金敏善→曹聖鎬                                           | 車宿組 金敏善&曹聖鎬 瑜珈和夜遊組 李洪珠&吳振祿 體驗海女組 李相美&姜宇碩   |
| 11   | 2021年8月3日  | 心的距離無法拉近                       | 李洪珠→吳振祿 李相美→姜宇碩 金敏善→曹聖鎬                                           | 車宿組 金敏善&曹聖鎬 瑜珈和夜遊組 李洪珠&吳振祿 體驗海女組 李相美&姜宇碩   |
| 12   | 2021年8月10日 | 有點陌生，和我戀人的約會               | [ a ]                                                                               | 姜宇碩&李洪珠 曹聖鎬&李相美 吳振祿&金敏善                                  |
| 13   | 2021年8月17日 | 三者面對面                             | [ a ]                                                                               | [ b ]                                                                      |
| 14   | 2021年8月24日 | 我們兩個人之間的祕密，秘密約會         | 姜宇碩→金敏善 李洪珠→曹聖鎬 曹聖鎬→金敏善 李相美→姜宇碩 吳振祿→李洪珠 金敏善→曹聖鎬 | [ b ]                                                                      |
| 15   | 2021年8月31日 | 你和我，內心碰撞的瞬間                 | 姜宇碩→金敏善 李洪珠→曹聖鎬 曹聖鎬→金敏善 李相美→姜宇碩 吳振祿→李洪珠 金敏善→曹聖鎬 | 曹聖鎬&金敏善                                                              |
| 16   | 2021年9月7日  | 不管做出什麼選擇，都希望是個美好的結局 | 姜宇碩→金敏善 李洪珠→曹聖鎬 曹聖鎬→金敏善 李相美→姜宇碩 吳振祿→李洪珠 金敏善→曹聖鎬 | 曹聖鎬&金敏善                                                              |
| 17   | 2021年9月14日 | 交換的日子，在那之後                   | [ a ]                                                                               | [ b ]                                                                      |

## 備註
1. ↑  此次約會對象由男成員發起邀請
2. ↑  此次約會對象由女成員發起邀請
3. ↑  此次為原情侶約會
4. ↑  此次約會方式是男女成員親自寫信給想邀請的對象，只有相互給信的成員才能約會

1. 1 2 3  未選擇
2. 1 2 3 4  無

## 外部連結
- Change Days[]- 官方網站
- Daum上《交换的日子》的資料